# Agave phillipsiana
Agave phillipsiana är en sparrisväxtart som beskrevs av W.C.Hodgs. Agave phillipsiana ingår i släktet Agave och familjen sparrisväxter. Inga underarter finns listade i Catalogue of Life.